# Газорпазорп
Газорпазорп је српска музичка група из Београда. Жанровски се најчешће сврстава у нојз рок, панк рок и пост-панк.

## Историја

### Почеци и основни подаци
Група Газорпазорп је основана крајем 2016. године, а назив је добила по измишљеној планети из америчког анимираног научнофантастичног ситкома Рик и Морти. Поставу групе чине Јасмин Растић (гитара, вокал), Дамјан Неделков (гитара), Милош Ђерковић (бас гитара) и Никола Бајчетић (бубањ). Они су пре настанка Газорпазорпа били активни у групама Контраудар, Чернобилска деца, Wrong Way Kids и Johnnygotagun.

### 2016—2020:иХали Гали компилација
Дебитантски мини-албум Газорпазорпа, једноставно назван EP #1, објављен је у априлу 2018. и садржи пет песама. Састав је 23. фебруара 2019. наступио на првом издању Хали Гали фестивала, а десетак дана касније представио је и спот за песму Један кратак дијалог.
Почетком новембра 2019. у продаји се појавила Хали Гали компилација, издање на коме се девет младих београдских гитарских бендова представило са по једном новом песмом. Газорпазорп је за потребе ове компилације снимио нумеру Моја девојка.

### 2020—данас:Од ваздуха и сунца
Састав је током лета и јесени 2020, низом спотова за нове песме, најављивао други мини-албум. Прво је у јулу екранизована нумера Ел Матадор, а потом су у новембру спотовима пропраћена још два сингла — Танго и Не бојим се. Мини-албум Од ваздуха и сунца изашао је 4. децембра 2020. за словеначку издавачку кућу Moonlee Records, а садржи сва три најавна сингла и две претходно необјављиване нумере — Вратимо нежност у град и Outro.

## Чланови

### Садашњи
- Јасмин Растић — гитара, вокал
- Дамјан Неделков [а] — гитара
- Милош Ђерковић — бас гитара
- Никола Бајчетић [б] — бубањ

## Дискографија

### Студијски албуми
- Низ реку (2025)

### Мини-албуми
- (2018)
- Од ваздуха и сунца (2020)

### Учешћа на компилацијама
- Хали Гали компилација (2019) — песма Моја девојка
- Хали Гали #2 (2024) — песма Пролеће[16]

## Награде и номинације
| Година | Категорија   | Номиновано дело | Исход      | Изв.   |
| ------ | ------------ | --------------- | ---------- | ------ |
| 2021.  | Инди видео   | Не бојим се     | Номинација | [ 17 ] |
| 2021.  | Режија       | Ел Матадор      | Номинација | [ 18 ] |
| 2021.  | Камера       | Ел Матадор      | Номинација | [ 19 ] |
| 2021.  | Главна улога | Танго           | Номинација | [ 20 ] |